# Carlo Scarpa

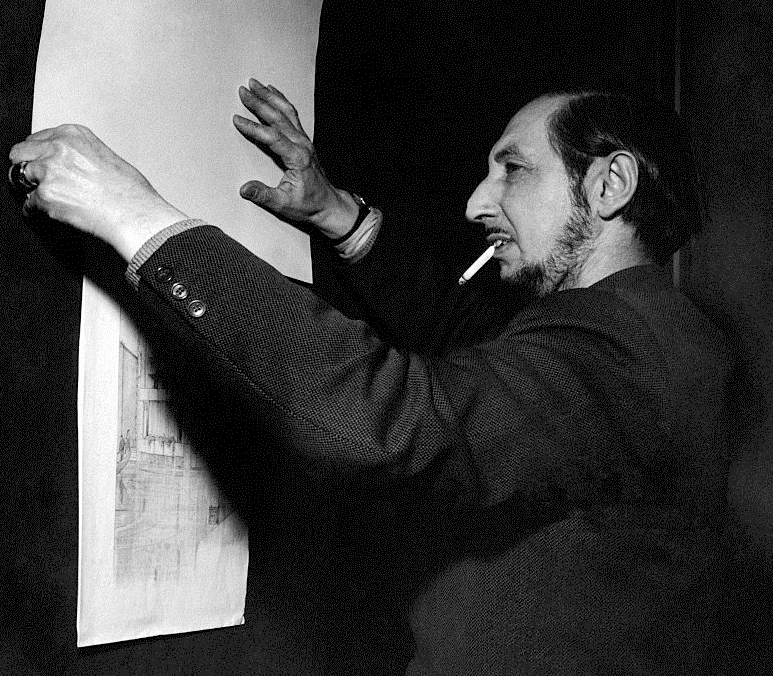
Carlo Scarpa en 1954

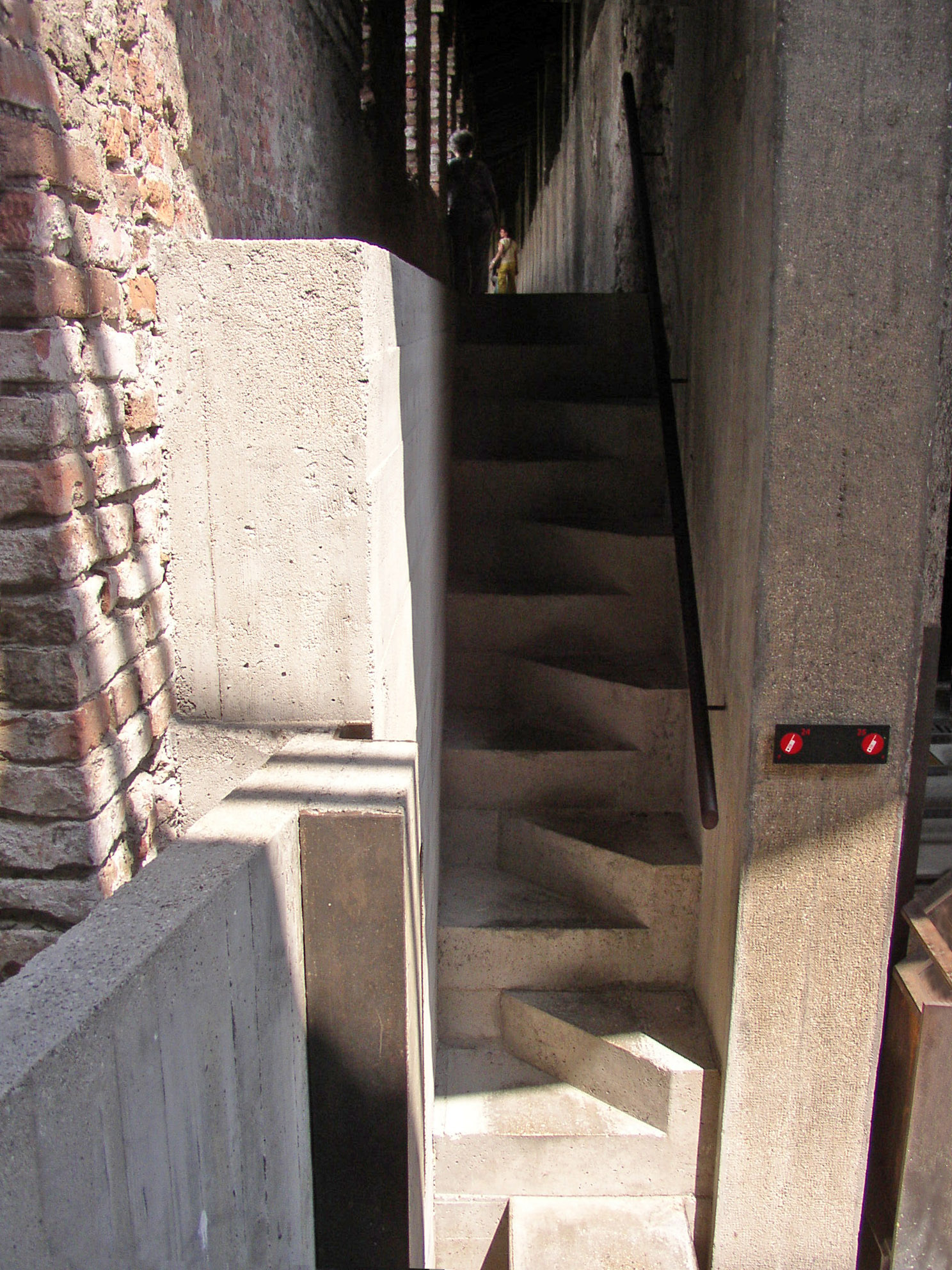
Castelvecchio, escalera de Carlo Scarpa.

Carlo Scarpa (Venecia, 2 de junio de 1906 - Sendai, Japón, 28 de noviembre de 1978) fue un arquitecto italiano, diplomado en la Academia de Bellas Artes en 1926, su carrera estuvo constantemente influida por la búsqueda de la perfección en los detalles arquitectónicos que le permitieron realizar verdaderas obras de filigrana arquitectónica.
La mayor de las contribuciones de su obra consiste en la incorporación de los valores de la historia de la arquitectura italiana en sus obras arquitectónicas contemporáneas, tal y como lo realizó en el Castelvecchio en Verona, la tienda de exhibición de Olivetti en Venecia y el banco popular de Verona, entre otras.[cita requerida]

## Biografía
Carlo Alberto Scarpa nació el 2 de junio de 1906 en Venecia, donde regresó en 1919 después de pasar su infancia en Vicenza, para estudiar en la Academia de Bellas Artes, entorno en el que conoció y se convirtió en asistente del arquitecto veneciano Vincenzo Rinaldi, y acabó casándose en 1934 con su sobrina Onorina (Nini) Lazzari. Mientras todavía estudiaba en la Academia obtuvo su primer encargo profesional: comenzó a trabajar como diseñador con algunas cristalerias de Murano. En 1926 se graduó y ese mismo año se convirtió en profesor en la Escuela de Arquitectura de Venecia (IUAV), fundada ese mismo año, y al mismo tiempo, desde 1927 a 1930, trabajó para la cristalería artística de Murano MVM Cappellin & Co.
A finales de los años veinte diseño sus primeros muebles y empezó a asistir a los círculos artísticos e intelectuales de Venecia, donde conoció y se relacionó con artistas como Giuseppe Ungaretti, Carlo Carra, Lionello Venturi, Diego Valeri, Giacomo Noventa, Arturo Martini, Bice Lazzari y Felice Casorati. A partir de 1933 comenzó a trabajar con la fábrica de vidrio de Paolo Venini, una colaboración que duró hasta 1947. Su primera exposición tuvo lugar en la Bienal de Venecia de 1932 y dos años más tarde en la Trienal de Milán.
Al cumplir sus treinta años, entre 1935 y 1937, Scarpa hizo su primer trabajo de entidad, la adecuación de Ca' Foscari en Venecia, sede de la universidad: su intervención se produjo principalmente en las zonas más importantes, que albergaban el Rectorado y el salón de actos académicos. Esta actuación, que el arquitecto veneciano modificó entre 1955 y 1957, resultó ser uno de los más innovadores proyectos de restauración de ese período. Las grandes ventanas con parteluz con vistas al Gran Canal, el elemento más interesante de la primera restauración, se confronta con la actuación más interesante de la segunda restauración, o la reconfiguración de la tribuna de madera que él mismo había diseñado veinte años antes, indican claramente la competencia alcanzada por el arquitecto, que en el primer caso siente la influencia de Le Corbusier y en el segundo la de Frank Lloyd Wright.
Su actividad no se interrumpió ni siquiera durante la Segunda Guerra Mundial, aunque, por supuesto, a partir de 1945 se reanudó de forma más activa. Destacar la realización del Pabellón del libro en los jardines de la Bienal al inicio de los años cincuenta, en el que son evidentes algunas ideas de Wright: se trata de un pequeño edificio de madera con grandes ventanales protegidos con aleros, en el que emergen una serie de elementos particulares, marcos de madera distorsionados y estructuras triangulares aéreas. Después de conocer a Frank Lloyd Wright en persona, se produjo una influencia aún mayor en sus obras posteriores, especialmente en el proyecto en 1953 de la Villa Zoppas en Conegliano.
En 1956 ganó el Premio Nacional Olivetti de Arquitectura y la misma empresa le encarga el diseño de una sala de exposición de Olivetti en la plaza de San Marcos de Venecia, pero en ese mismo año es acusado por el Colegio de Arquitectos de ejercer la profesión ilegalmente y llevado a los tribunales.
En 1978 recibió un doctorado honoris causa en arquitectura por el Instituto Universitario de Arquitectura de Venecia, poniendo así fin al debate sobre la legitimidad de sus actividades. Lamentablemente no pudo asistir a la ceremonia porque murió el 28 de noviembre en Japón debido a un accidente: Scarpa durante un paseo vio un escalón de mármol italiano trabajado de forma particular, se acerca para observarlo mejor pero tropezó y cayó de la escalera. Murió más tarde en el hospital por las consecuencias del golpe en la cabeza.

## Obras

### Residencias
- Anexo a la casa de Benedetti-Bonaiuto, Roma, 1965-1972
- Casa Balboni, Venecia, 1964-1974
- Casa Bellotto
- Casa Carlo Scarpa
- Casa Curto
- Casa y estudio Gallo
- Casa y estudio Scatturin
- Casa Giacomuzzi
- Casa Golin
- Casa Ottolenghi, Bardolino (Verona), 1974-1979
- Casa Pelizzari
- Casa para apartamentos
- Casa Romanelli
- Casa Simoncini
- Casa Veritti, Údine, 1955-1961
- Casa Zentner
- Jardín de la casa Guarnieri
- Villa Bortolotto
- Villa El Palazzetto

### Monumentos
- Basamento de la escultura La Partigiana di Augusto Murer, Venecia, 1968[1]
- Basamento de la escultura La Partigiana di Leoncillo, Venecia, 1955[1]
- Tumba Brion, San Vito d'Altivole (Treviso), 1969-1978
- Estela que conmemora el segundo aniversario de la masacre de la Piazza della Loggia de Brescia, 1974-1976, 1977
- Tumba Capovilla, Venecia
- Tumba Galli Genova, proyecto 1976-1978, realización póstuma (1981)
- Tumba Rinaldo-Lazzari, Quero, 1960
- Tumba Veritti, Údine
- Tumba Zilio, Údine, 1960

### Museos
- Bienal XXV: Pabellón del libro, Venecia
- Galería de arte moderno Il Cavallino Venecia
- Galería de los Uffizi y Sala de dibujos y grabados de Florencia, 1953-1960
- Galería de la Academia, Venecia
- Jardín de las esculturas, Venecia
- Gipsoteca Canoviana, Possagno (Treviso), 1955-1957
- Museo Correr, Venecia, 1952-1953, 1957-1969
- Museo de las armas en el Castillo de Brescia, 1971-1978, acabado póstumo.
- Museo cívico de Castelvecchio, Verona, 1956-1964
- Museo Revoltella en Trieste, 1963-1978, acabado póstumo.
- Pabellón de Venezuela, Venecia, 1953-1956
- Palacio Abatellis (Galería Regional de Sicilia), Palermo, 1953-1954

### Edificios públicos
- Aula Manlio Capitolo
- Banca Católica del Veneto en Tarvisio
- Banca Popular de Gemona del Friuli, Gemona (Údine), 1978 - 1984
- Sede de la Banca Popular de Verona, Verona, 1973-1982 acabado póstumo.
- Bienal XXVI: billetería y recinto, Venecia
- Camping en Fusina, Fusina (Venecia), 1957-1959
- Fundación Masieri, Venecia, 1968-1983
- Fundación Querini Stampalia, Venecia, 1961-1963
- Hotel Minerva, Florencia, 1958-1961
- Entrada de la Facultad de Arquitectura IUAV - sede Tolentini (III proyecto), Venecia, 1966-1985
- Palacio Chiaramonte-Steri, Sede del rectorado de la Universidad de Palermo, 1973-1978
- Sala del Consejo, Parma, 1955-1956
- Sede para la editorial La Nuova Italia
- Universidad Ca' Foscari, restauración y aula Mario Baratto, Venecia, 1935-1937; 1955-1956
- Universidad Ca' Foscari, sede de la Facultad de Letras y Filosofía (portal), Venecia, 1976-1978, realización póstuma.

### Edificios religiosos
- Iglesia de Nuestra Señora de Cadore, Borca di Cadore, 1956-1961
- Iglesia de San Juan Bautista, Firenzuola, 1955-1966
- Cementerio Brion, 1970-1975

### Negocios
- Cafè Lavena
- Cantina del Instituto Enológico (zona de catas) San Michele in Adige, 1964 - 1966
- Negocio a la piavola de franza (ropa), Venecia
- Negocio Gavina, Bolonia, 1961-1963
- Negocio Nobili, Guastalla, 1977
- Negocio Olivetti, Venecia, 1957-1958
- Negocio Salviati, Venecia, 1958 - 1960

### Esculturas
- Escultura Asta, Monselice (Padua), 1968
- Escultura Crescita, Monselice (Padua), 1968
- Escultura Diedro o Lente Contafili, Monselice (Padua), 1968
- Escultura Erme, Monselice (Padua), 1968
- Escultura la Meridiana, Monselice (Padua), 1968